# 冢率
冢率（蒙古语：ǰüsüg）是13世纪初蒙古帝国的左翼千户长之一，《元朝秘史》等汉文史料中记作冢率、种筛、种赛、种索。出身那牙勤氏，《史集》作札只剌惕氏，与兄长豁沙忽勒一同率领由多部落组成的三千人部队。
据《元朝秘史》记载，冢率在成吉思汗与札木合决裂时归顺其麾下。在1206年蒙古帝国建国时，被成吉思汗任命为95名千户长之一，《元朝秘史》功臣表中位列第33位。《元朝秘史》称其担任铁木哥斡赤斤的王傅，而《史集》则记载他隶属于中军左翼，两者的记载存在矛盾。此外，《史集》中提及“豁沙忽勒与冢率兄弟”，但学者村上正二认为“豁沙忽勒”源自突厥语动词qošmaq（意为“成对”），并非真实人物。
冢率随成吉思汗大军出征金朝。成吉思汗返回蒙古后，他继续追随木华黎驻守金朝境内。《史集》记载：“（豁沙忽勒与冢率兄弟）在征服乞台（汉地）和女真地区时，因擅长率领精锐侦察兵，成吉思汗下令每十名蒙古士兵中选拔两人，组成三千人的部队交给他们，命其驻守边境并管辖该区域。”这种“蒙古兵与当地征召兵混编”“长期驻守占领区而非返回蒙古本土”的模式，与窝阔台时期正式确立的探马赤军制度特征一致，因此豁沙忽勒与冢率的三千人部队被视为探马赤军的早期雏形。